# Interacting Arts
Interacting Arts bildades 2001 och är en stockholmsbaserad grupp som använder sin bakgrund inom rollspel och aktivism i sin konstnärliga praktik. Gruppen arbetar ofta med deltagande, rolltagande, spel och lek. Hösten 2008 publicerades boken Deltagarkultur av Bokförlaget Korpen som skrevs kollektivt av fyra medlemmar ur gruppen, Kristoffer Haggren, Elge Larsson, Leo Nordwall och Gabriel Widing.

## Tidskriften Interacting Arts
Interacting Arts ger ut en tidskrift med samma namn (Interacting Arts, sedan 2004, ISSN 2000-0847 samt Interacting Arts International Issue, sedan 2001, ISSN 2000-1193). I tidskriften har begrepp som deltagarkultur och verklighetsspel presenterats.

## Ludografi i urval
- Scen 3, verklighetsspel, Stockholm 2001-2004
- Force Majeure, levande rollspel, olika spelplatser 2002
- Mellanpartiet, performance på utställningen The Public Opinion på Kulturhuset i Stockholm 2002
- Akumu, levande rollspel, Stockholm 2003
- Force Majeure II: Zonen, datorspel utgivet av Fabel Kommunikation, 2005
- The Veiled & Spider Market Research, performance, Taipei 2006
- Junitestet, verklighetsspel, Stockholm 2007
- Mikrostanien, konstutställning, Haninge kulturhus 2008
- Mind Feed, performance/installation, Moderna Museet Stockholm 2008
- Maskspel, verklighetsspel, Stockholm 2007-2009